# Un mondo perfetto (album)
| Recensione      | Giudizio |
| --------------- | -------- |
| Musica e dischi |          |

Un mondo perfetto è il secondo album della cantautrice italiana Dolcenera. È uscito nel maggio 2005, a due anni di distanza da Sorriso nucleare, il precedente lavoro dell'artista salentina.

## Descrizione
L'album Un mondo perfetto arriva dopo un periodo difficile per la cantautrice salentina: dopo essere stata esclusa dal Festival di Sanremo 2004, Dolcenera ha dichiarato di aver incontrato molte difficoltà nel trovare qualcuno ancora disposto a credere nei suoi progetti musicali.
La pubblicazione del disco, avvenuta grazie anche alla vincente partecipazione a Music Farm, si è rivelata poi una vera e propria rivincita per la giovane cantante: grazie ad ottimi risultati di vendita (oltre 180 000 copie) e ad una buona accoglienza da parte della critica, l'album ha rappresentato la consacrazione di Dolcenera nel panorama musicale italiano.
Anche a seguito del periodo personale durante il quale il disco è stato concepito, i testi dell'album sono più cupi ed intimisti rispetto a quelli del disco di esordio (Sorriso nucleare). Dal punto di vista delle musiche, si registra invece un cambiamento verso sonorità più vicine al rock anni settanta, pur senza trascurare la tradizione italiana, come in ballate quali Mai più noi due.
Gli arrangiamenti sono curati da Lucio Fabbri e vedono la presenza di chitarre vintage e amplificatori valvolari.
In questo album, così come nel precedente, le tematiche d'amore (presenti in brani come Tutto è niente e i primi due singoli, Mai più noi due e Continua) si alternano a quelle sociali, come in Portami via e Un mondo perfetto. In particolare, il pezzo che dà il titolo all'album è la risposta di Dolcenera all'e-mail di una ragazza-madre vittima di violenze domestiche.
Dolcenera ha dichiarato di aver scelto di attribuire al disco lo stesso titolo di questa canzone per dare un messaggio positivo, perché «solo chi sogna un mondo perfetto avrà il coraggio di lottare per un mondo più giusto».
Queste parole sono così diventate una sorta di sottotitolo del disco stesso.
Un mondo perfetto comprende anche due cover originariamente interpretate durante la partecipazione a Music Farm: Pensiero stupendo di Patty Pravo, registrata "buona alla prima" con il solo accompagnamento del pianoforte, e Sei bellissima di Loredana Bertè. Quando Dolcenera cantò Sei bellissima, l'interprete originale del brano (presente in studio come ospite) si complimentò per l'interpretazione resa dall'artista salentina. Subito dopo la proclamazione della vittoria, Loredana Bertè e Dolcenera hanno anche improvvisato un duetto sulle note di questa canzone.
La versione di Sei bellissima presente nell'album contiene anche alcuni versi che erano stati censurati nell'interpretazione di Loredana Bertè.

## Registrazione
La registrazione del disco, come riportato nel libretto ufficiale, è avvenuta tra ottobre 2003 e marzo 2005. Al termine della trasmissione Music Farm, la cantante è tornata in studio per incidere le cover di Sei bellissima e Pensiero stupendo.
Le registrazioni sono avvenute negli studi Metropolis digital di Milano.

## La copertina
La copertina dell'album è a cura di Paolo De Francesco. In primo piano si vede un manifesto con la foto della cantante ed il titolo dell'album. Sul manifesto si intravedono inoltre, a caratteri di piccole dimensioni, i versi della title track del disco. Sullo sfondo si scorge un paesaggio con una fabbrica di Copenaghen, sovrastata da un cielo nuvoloso.
Non mancano gli elementi simbolici: in secondo piano è rappresentato un uomo che sembra essere in procinto di volare, mentre tiene in una mano un palloncino a forma di cuore, come a voler indicare il tema dell'amore e quello del sogno. Si scorgono inoltre sette uccellini posati su un filo dell'elettricità, simbolo delle sette note e del ritmo in sette quarti del brano Com'eri tu.

## Tracce
L'album contiene 11 brani, di cui 3 cover.
1. Mai più noi due – 3:37 (Dolcenera)
2. Qualche volta – 4:05 (Dolcenera)
3. Sei bellissima – 3:29 (testo: Claudio Daiano – musica: Gian Pietro Felisatti) – originariamente interpretata da Loredana Bertè
4. Tutto è niente – 3:48 (Dolcenera, Francesco Sighieri)
5. Un mondo perfetto – 3:43 (Dolcenera)
6. Lulù & Marlene – 3:10 (Federico Renzulli, Antonio Aiazzi, Gianni Maroccolo, Piero Pelù) – cover dei Litfiba
7. Passo dopo passo – 4:35 (Dolcenera)
8. Com'eri tu – 3:58 (Dolcenera)
9. Pensiero stupendo – 2:23 (Ivano Fossati, Oscar Prudente) – originariamente interpretata da Patty Pravo
10. Continua – 3:48 (Dolcenera)
11. Portami via – 4:33 (Dolcenera)
12. Mai più noi due – 3:08 (Dolcenera) – pianovocecolori

Durata totale: 44:17

## Special Edition
In occasione delle festività natalizie, il 25 novembre 2005 è stata pubblicata un'edizione speciale del disco. Il repacking prevede, in aggiunta al CD, un DVD contenente 4 videoclip, 5 esibizioni live ed una fotogallery.
Tracce contenute nel DVD
1. Continua – 4:27 (Dolcenera) – Videoclip
2. Com'eri tu – 4:21 (Dolcenera) – Videoclip registrato dal vivo a Lumezzane (BS)
3. Mai più noi due – 3:53 (Dolcenera) – Videoclip
4. Passo dopo passo – 4:35 (Dolcenera) – Videoclip
5. America – 3:54 (Gianna Nannini, Mauro Paoluzzi) – Dal vivo al Friendly Versilia Mardì Gras 2005, Torre del Lago - cover di Gianna Nannini
6. Pensiero stupendo – 3:24 (Ivano Fossati e Oscar Prudente) – Con Loredana Bertè, dal vivo al Friendly Versilia Mardì Gras 2005, Torre del Lago - cover di Patty Pravo
7. Sabato pomeriggio – 4:41 (Claudio Baglioni e Antonio Coggio) – Dal vivo a Lampedusa - O' Scià, in duetto con Claudio Baglioni
8. Mai più noi due – 3:18 (Dolcenera) – Dal vivo a Trento, Piazza Duomo
9. Un mondo perfetto – 5:57 (Dolcenera) – Dal vivo a Milano, Arena Civica
10. Emozioni – 5:03 (testo: Mogol – musica: Lucio Battisti) – Photogallery - cover di Lucio Battisti

Durata totale: 43:33

## I singoli

### Mai più noi due
È un diario intimo e sincero con il quale Dolcenera racconta le emozioni della sua più importante storia d'amore. La cantautrice l'ha definita una canzone terapeutica, di quelle che fanno stare bene dopo averle cantate, dopo essersi liberati da tutti i dubbi, le domande, i perché di una storia finita. È una canzone tra la nostalgia e la speranza: la nostaglia di un passato con lui, fatto di cose semplici, che non ci sarà mai più e la speranza che si può tornare a vivere ed amare di più di prima, malgrado quelle tracce di lui che sono rimaste dentro per sempre. La canzone doveva partecipare al festival di sanremo del 2005, ma risulterà esclusa dalla commissione.

### Continua
È una ballata vintage rock italiano anni sessanta, con delle punte di modernità, che coglie i momenti di fragilità, le paure, i dubbi e le incertezze per una gioia ed una magica intimità che può finire con l'allontanarsi di due destini. La magia creata dalla sequenza di accordi e dalle chitarre ne fanno una vera rock ballad, dove a ballare sono l'allegria e la nostalgia insieme.

### Passo dopo passo
Il brano Passo dopo passo è stato pubblicato come singolo nel 2006, ma solo in Germania, per la promozione della raccolta Un mondo perfetto (Tour Germany).
Le parole di questa canzone non sono altro che le cose che Dolcenera si è detta in questi due anni per resistere ed andare avanti. La strofa è dettata da un r'n'b duro e cattivo dove c'è dentro il coraggio, quel sano egoismo che serve sempre, il saper aspettare il momento giusto, quel non arrendersi mai che è proprio della sua passione vera per la musica, il lottare quotidiano per poter continuare ad esprimere la propria personalità. Il ritornello si apre in una melodia rassicurante che rivela per l'artista l'importanza di fare le cose con amore e con tutto te stesso, senza paura di sbagliare. Le emozioni si accavallano e s'inseguono tra energia e passione.

## Musicisti
- Dolcenera: voce, pianoforte, organo Hammond, Rhodes
- Roberto Gualdi: batteria
- Carmelo Isgrò: basso
- Lucio Fabbri: chitarra, ARP 2600
- Stefano Cisotto: programmazione (Mai più noi due e Passo dopo passo)
- Lele Melotti: batteria (Mai più noi due e Passo dopo passo)
- Chicco Gussoni: chitarra (Mai più noi due e Passo dopo passo)
- Francesco Sighieri: chitarra (Passo dopo passo)
- Antonio Petruzzelli: basso (Sei bellissima)
- Emanuela Cortesi, Monica Magnani, Silvio Pozzoli: cori (Sei bellissima)
- Arkestra String Ensemble: archi (Portami via)

## Classifiche

### Classifiche settimanali
| Classifica (2005) | Posizione massima |
| ----------------- | ----------------- |
| Europa            | 40                |
| Italia            | 4                 |

### Classifiche di fine anno
| Classifica (2005) | Posizione |
| ----------------- | --------- |
| Italia            | 66        |